# Matsumuraeses acrocosma
Matsumuraeses acrocosma är en fjärilsart som beskrevs av Diakonoff 1971. Matsumuraeses acrocosma ingår i släktet Matsumuraeses och familjen vecklare. Inga underarter finns listade i Catalogue of Life.